# Listă de politicieni atei
Aceasta este o listă de politicieni atei ordonați după regiune.

## Africa

### Africa de Sud
- Nadine Gordimer (1923–2014), scriitoare și activistă politică

### Egipt
- Maikel Nabil Sanad (n. 1985), activist politic și blogger

### Kenya
- Richard Leakey (n. 1944), paleoantropolog, conservator și politician

### Mozambic
- Samora Machel (1933–1986), președinte

### Somalia
- Ayaan Hirsi Ali (n. 1969), activistă, feministă, scriitoare și membră a Camerei Reprezentanților din Olanda

## America de Nord

### Mexic
- Benito Juárez (1806–1872), avocat și președinte

### Statele Unite
- Clarence Darrow (1857–1938), avocat și membru de frunte al Uniunii Americane pentru Libertăți Civile
- Ernie Chambers (n. 1937), senator pentru Nebraska
- Barney Frank (n. 1940), membru al Camerei Reprezentanților din Massachusetts

## America de Sud

### Paraguay
- José Gaspar Rodríguez de Francia (1766–1840), avocat și consul

### Uruguay
- José Mujica (n. 1935), președinte

## Asia

### Cambodgia
- Pol Pot (1925–1998), prim-ministru și lider al Khmerilor Roșii

### China
- Mao Zedong (1893–1976), revoluționar comunist, părintele fondator al Republicii Populare Chineze
- Deng Xiaoping (1904–1997), ministru al Finanțelor și secretar general al Partidului Comunist
- Jiang Zemin (n. 1926), președinte și secretar general al Partidului Comunist
- Hu Jintao (n. 1942), președinte și secretar general al Partidului Comunist
- Xi Jinping (n. 1953), președinte și secretar general al Partidului Comunist

### Coreea de Nord
- Kim Ir-sen (1912–1994), lider suprem și secretar general al Partidului Muncitoresc
- Kim Jong-il (1941–2011), lider suprem și secretar general al Partidului Muncitoresc
- Kim Jong-un (n. 1984), lider suprem și președinte al Partidului Muncitoresc

### Georgia
- Iosif Stalin (1878–1953), președinte al Consiliului de Miniștri și prim-secretar al Partidului Comunist al Uniunii Sovietice

### India
- Jawaharlal Nehru[1] (1889–1964), prim-ministru

### Israel
- Moșe Daian (1915–1981), ministru al Agriculturii, ministru al Apărării și ministru al Afacerilor Externe
- Ițhak Rabin (1922–1995), prim-ministru

### Rusia
- Vladimir Lenin (1870–1924), revoluționar comunist, politician și teoretician politic
- Nikita Hrușciov (1894–1971), președinte al Consiliului de Miniștri și prim-secretar al Partidului Comunist

## Europa

### Albania
- Enver Hoxha[2] (1908–1985), prim-secretar al Partidului Muncitoresc

### Belarus
- Aleksandr Lukașenko (n. 1954), președinte

### Belgia
- Elio Di Rupo (n. 1951), prim-ministru

### Cehia
- Miloš Zeman (n. 1944), președinte și prim-ministru

### Cipru
- Dimitris Christofias (n. 1946), președinte

### Croația
- Iosip Broz Tito (1892–1980), revoluționar comunist și lider politic

### Franța
- Pierre-Joseph Proudhon[3] (1809–1865), politician și fondator al teoriei sociale a mutualismului
- Georges Clemenceau[4] (1841–1929), prim-ministru, ministru al Războiului și ministru al Afacerilor Interne
- François Hollande[5] (n. 1954), președinte

### Germania
- Karl Marx[3] (1818–1883), filosof, economist politic, sociolog și teoretician politic, deseori numit părintele comunismului
- Erich Honecker[6] (1912–1994), secretar general al Partidului Unității Socialiste
- Uri Avneri (n. 1923), scriitor și fondatorul mișcării pentru pace Guș Șalom
- Sahra Wagenknecht[7] (n. 1969), membră a Bundestagului

### Grecia
- Alexis Tsipras[8] (n. 1974), prim-ministru și lider al Syriza

### Irlanda
- Proinsias De Rossa[9] (n. 1940), ministru al Asistenței Sociale și europarlamentar

### Italia
- Benito Mussolini (1883–1945), prim-ministru și lider al Partidului Național Fascist
- Giorgio Napolitano (n. 1925), președinte
- Emma Bonino (n. 1948), ministru al Afacerilor Externe
- Massimo D'Alema (n. 1949), prim-ministru

### Marea Britanie
- Herbert Samuel (1870–1963), lider al Partidului Liberal
- Winston Churchill (1874–1965), prim-ministru, ofițer de armată și scriitor
- James Callaghan (1912–2005), prim-ministru
- Phillip Whitehead (1937–2005), europarlamentar, producător de televiziune și scriitor
- Michael Cashman (n. 1950), europarlamentar
- Julia Gillard (n. 1961), prim-ministru al Australiei
- Nick Clegg (n. 1967), viceprim-ministru
- Ed Miliband (n. 1969), lider al Partidului Laburist

### Olanda
- Ronald Plasterk[10] (n. 1957), ministru al Afacerilor Interne

### Polonia
- Gabriel Narutowicz (1865–1922), președinte
- Józef Piłsudski (1867–1935), șef de stat și prim-ministru
- David Ben Gurion (1886–1973), prim-ministru și fondatorul național al Statului Israel
- Władysław Gomułka[11] (1905–1982), prim-secretar al Partidului Muncitoresc Unit
- Aleksander Kwaśniewski[12] (n. 1954), președinte

### România
- Gheorghe Gheorghiu-Dej (1901–1965), prim-ministru, președinte al Consiliului de Stat și secretar general al Partidului Comunist
- Nicolae Ceaușescu (1918–1989), președinte și secretar general al Partidului Comunist
- Ion Iliescu (n. 1930), președinte
- Remus Cernea (n. 1974), activist, deputat și președinte al Partidului Verde

### Serbia
- Slobodan Milošević (1941–2006), președinte

### Spania
- Pedro Sánchez[13] (n. 1972), prim-ministru

### Suedia
- Olof Palme[14] (1927–1986), prim-ministru

### Ucraina
- Lev Troțki (1879–1940), revoluționar, teoretician și politician sovietic
- Golda Meir (1898–1978), ministru al Muncii, ministru al Afacerilor Externe, ministru al Afacerilor Interne și prim-ministru al Israelului

### Ungaria
- Theodor Herzl (1860–1904), jurnalist, dramaturg, activist politic și scriitor, fondatorul mișcării zioniste